# Бейкон, Джоно
Джо́но Бе́йкон (англ. Jono Bacon; род. 17 сентября 1979) — британский писатель, разработчик программного обеспечения, а также музыкант.
До 1 сентября 2006 Бейкон работал на компанию OpenAdvantage, спонсируемую Advantage West Midlands, региональным агентством разработки. На 4 сентября 2006 года известно, что он работает на Canonical как менеджер сообщества Ubuntu.

## Музыка
Джоно играет в метал-группе Seraphidian как вокалист и ритм-гитарист. На его сайте можно найти большое количество песен, записанных вне группы — в том числе немало известную «утяжелённую» (more metal) версию песни Free Software Song, написанной Ричардом Столлманом.
В 2007 году Джоно (акустическая и электрогитара, бас-гитара, барабаны, вокал) вместе с Эмели Пэнфолд (Emelye Penfold; виолончель и бэк-вокал) записали «альбом за 24 часа». Акция была названа «Big Red Recording» и проведена специально для благотворительной организации Comic Relief. С семи вечера 30 марта до семи вечера 31 марта они вместе записали с нуля семь песен (Unfolded Notes, Blood Red Day, Untouched Face, Death Race, Laying Broken Bones, Under a Blackened Sun и What Is Me), которые ещё месяц назад даже не были написаны. Процесс записи альбома сопровождался публикацией записей в блог на музыкальном сайте Джоно, Recreant View.

## Программное обеспечение
Бейкон столкнулся с тем, что ему пришлось использовать проприетарный звуковой редактор Cubase для записи своего подкаста LugRadio, потому что не нашёл полностью его устраивающего свободного мультидорожечного редактора. Всё это происходило в начале 2006 года, пока Бейкон не решил создать свой собственный свободный редактор — Jokosher (первоначально — Jonoedit).
Jokosher был опубликован 21 июля 2006 года, а версия 0.2 с поддержкой LADSPA-эффектов и расширений была опубликована уже 20 ноября 2006. Сейчас Джоно регулярно рассказывает о прогрессе разработки Jokosher’а на встречах WolvesLUG (Вулвергемптонская группа пользователей Linux).

## Журналистика
Бейкон, как профессиональный журналист, написал множество различных публикаций, включая Linux User and Developer, Linux Format, Linux Magazine, MacTech, MacFormat и PC Plus. Кроме публикаций для этих журналов, Джоно написал немало книг, в том числе «Linux Desktop Hacks», «Building the Perfect Website with PHP and MySQL», «PHP and MySQL Web Applications: Building Eight Dynamic Web Sites». Кроме того, Джоно принимал участие в написании «The Official Ubuntu Book» (ISBN 0-13-243594-2) — другими писателями были Бэнджамин Мако Хилл (Benjamin Mako Hill), Корей Бюргер (Corey Burger) и Джонатан Джесс (Jonathan Jesse).
Джоно Бейкон выступал на Southern California Linux Expo, LinuxWorld, Linux User & Developer Conference, Blender Conference, IBM Linux Migration Seminar, European Friends Of O’Reilly, d:CODE, Association For Free Software Conference, SkyCon, UKUUG Conference West Midlands IT Association, OSS Watch Conference, IBM Developer Workshop, Manchester LUG, Nottingham LUG, Leeds LUG, Wolverhampton LUG, кроме того вёл «LUGRadio Live events» в 2005 и 2006 — он это, в общем-то, и организовал. Ещё участвовал в Keynote — «10 years KDE» — годовщине конференции в Остфильдерне, Германия.